# Gordon Douglas (regizor)
Gordon Douglas (n. 15 decembrie 1907, New York City, New York, SUA – d. 29 septembrie 1993, Los Angeles, California, SUA) a fost un regizor de film și actor american. A regizat multe genuri diferite de filme de-a lungul unei cariere de cinci decenii în cinematografie.

## Filmografie

### Regizor
- 1935 The Infernal Triangle
- 1935 Lucky Beginners (scurtmetraj)
- 1936 General Spanky
- 1936 Spooky Hooky (scurtmetraj)
- 1936 Pay As You Exit (scurtmetraj)
- 1936 Two Too Young (scurtmetraj)
- 1936 Bored of Education (scurtmetraj)
- 1937 The Pigskin Palooka (scurtmetraj)
- 1937 Framing Youth (scurtmetraj)
- 1937 Fishy Tales (scurtmetraj)
- 1937 Night 'n' Gales (scurtmetraj)
- 1937 Roamin' Holiday (scurtmetraj)
- 1937 Three Smart Boys (scurtmetraj)
- 1937 Rushin' Ballet (scurtmetraj)
- 1937 Hearts Are Thumps (scurtmetraj)
- 1937 Glove Taps (scurtmetraj)
- 1937 Our Gang Follies of 1938  scurtmetraj)
- 1937 Reunion in Rhythm (scurtmetraj) (alt titlu Our Gang Follies in 1937)
- 1938 Aladdin's Lantern (scurtmetraj)
- 1938 The Little Ranger (scurtmetraj)
- 1938 Hide and Shriek (scurtmetraj)
- 1938 Feed 'em and Weep (scurtmetraj)
- 1938 Came the Brawn (scurtmetraj)
- 1938 Bear Facts (scurtmetraj)
- 1938 Canned Fishing (scurtmetraj)
- 1939 Zenobia (alt titlu Elephants Never Forget)

- 1940 Saps at Sea
- 1941 Niagara Falls
- 1941 Broadway Limited
- 1942 The Great Gildersleeve
- 1942 The Devil with Hitler
- 1943 Gildersleeve on Broadway
- 1943 Gildersleeve's Bad Day
- 1944 The Falcon in Hollywood
- 1944 Girl Rush
- 1944 Gildersleeve's Ghost
- 1944 A Night of Adventure
- 1945 First Yank into Tokyo  (alt titlu Mask of Fury)
- 1945 Zombies on Broadway
- 1946 San Quentin
- 1946 Dick Tracy vs. Cueball
- 1948 Walk a Crooked Mile
- 1948 The Black Arrow
- 1948 If You Knew Susie
- 1949 Mr. Soft Touch
- 1949 The Great Manhunt
- 1949 The Doolins of Oklahoma

- 1950 Between Midnight and Dawn
- 1950 Kiss Tomorrow Goodbye
- 1950 Rogues of Sherwood Forest
- 1950 Fortunes of Captain Blood
- 1950 The Nevadan
- 1951 The Great Missouri Raid
- 1951 Come Fill the Cup
- 1951 I Was a Communist for the FBI
- 1951 Only the Valiant
- 1952 The Iron Mistress
- 1952 Mara Maru
- 1953 So This Is Love (alt titlu The Grace Moore Story)
- 1953 The Charge at Feather River
- 1953 She's Back on Broadway
- 1954 Young at Heart
- 1954 Them!
- 1955 Sincerely Yours
- 1955 The McConnell Story
- 1956 Santiago
- 1957 Bombers B-52
- 1957 Stampeded
- 1957 No Sleep Til Dawn
- 1957 The Big Land
- 1958 The Fiend Who Walked the West
- 1958 Fort Dobbs
- 1959 Yellowstone Kelly
- 1959 Sus periscopul! (Up Periscope)
- 1959 The Miracle (scene de luptă)

- 1961 Claudelle Inglish (alt titlu Young and Eager)
- 1961 Gold of the Seven Saints
- 1961 The Sins of Rachel Cade
- 1962 Follow that Dream
- 1963 Call Me Bwana
- 1964 Rio Conchos
- 1964 Robin and the 7 Hoods
- 1965 Sylvia
- 1965 Harlow
- 1966 Nebunia spațiului (Way...Way Out)
- 1966 Diligența (Stagecoach)
- 1967 Tony Rome
- 1967 Chuka
- 1967 In Like Flint
- 1968 The Detective
- 1968 Lady in Cement

- 1970 Barquero
- 1970 They Call Me Mister Tibbs! (They Call Me Mister Tibbs!)
- 1970 Skullduggery
- 1971 Skin Game  (nemenționat)
- 1973 Slaughter's Big Rip-Off
- 1975 Nevada Smith
- 1977 Viva Knievel!

### Actor (selecție)
- 1931 Pardon Us : Typist (nemenționat)
- 1935 The Mystery of Edwin Drood : Coroner (nemenționat)